# Кассин, Григорий Иустинович
Кассин Григорий Иустинович (1892, Кассины, Вятская губерния — 15 апреля 1939, Москва) — советский военный деятель, дважды Краснознамёнец (1920, 1930), комдив (1935).

## Биография
Родился в ноябре 1892 года в деревне Кассины Вятской губернии в крестьянской семье. В 1912 году окончил Вятское реальное училище после чего работал делопроизводителем в губернском управлении. С 1913 по 1914 год работал чертежником в Омске. В 1914 году был призван в армию. С 1915 года учился в  Иркутском военном училище, которое окончил в 1916 году. После окончания училища был направлен в 34-й Ачинский отдельный запасной батальон. Участник   Первой мировой войны. Воевал в составе   14-й Сибирской пехотной дивизии. Последняя должность в царской армии — поручик, начальник 71-го пулеметной команды 71-го пехотного полка. В боях был ранен и отравлен газами. В ноябре 1917 года попал в немецкий плен. Из плена был возвращен в мае 1918 года.

### Гражданская война
В Красной армии добровольно с ноября 1918 года. С 1918 года — командир пулеметной команды 90-го стрелкового полка, затем командир батальона того же полка. Отличился в боях с белогвардейцами у села Кривицы за что 24 марта 1920 года был награжден своим первым орденом Красного Знамени. С 1920 года был командиром 90-го стрелкового полка. В качестве командира этого полка участвовал в подавлении Тамбовского восстания в 1921 году.

### Советский период
С 1921 по 1921 года был слушателем Высших академических курсов при Военной академии РККА. В октябре 1922 года командовал 171-м, затем 61 пехотным полком. С 1924 по 1926 год находился в должности помощник начальника, затем начальник отдела боевой подготовки штаба Сибирского военного округа. С ноября 1926 по февраль 4-го отдела штаба того же округа. С февраля 1927 года находился в командировке в Китае. В том же году возвратился в СССР и был назначен начальником штаба 18-го стрелкового корпуса. В 1929 году окончил Курсы Высшего Комсостава при Военной академии имени М. В. Фрунзе. С августа 1929 по декабрь 1930 — начальник 1-го отдела штаба Особой Краснознамённой Дальневосточной Армии. В этом качестве участвовал в боевых действиях на КВЖД за что получил свой второй орден Красного Знамени. С марта по декабрь 1930 года исполнял должность заместителя начальника штаба ОКДВА. С января 1931 года по январь 1937 командовал  26-й стрелковой дивизией. В 1936 году был награжден  орденом Красной Звезды. С января 1937 по апрель 1938 — командир 45-го стрелкового корпуса.

## Закат карьеры и гибель
С апреля 1938 года находился в распоряжении Управления по командно-начальствующему составу РККА. Арестован 5 августа 1938 года. 14 апреля 1939 года Военной коллегией Верховного суда СССР был приговорен к расстрелу по обвинению в участии в военном заговоре. Приговор приведен в исполнение на следующий день. Реабилитирован Военной коллегией Верховного суда СССР 20 октября 1956 года.

## Награды
- Орден Красного Знамени (1920)
- Орден Красного Знамени (1930)
- Орден Красной Звезды (1936)